# Hellinsia camposdojordao
Hellinsia camposdojordao – gatunek motyla z rodziny piórolotkowatych.

## Taksonomia
Gatunek ten opisany został po raz pierwszy w 2016 roku przez Ceesa Gielisa na łamach „Boletín de la Sociedad Entomológica Aragonesa”. Jako lokalizację typową wskazano Campos do Jordão w brazylijskim stanie São Paulo.

## Morfologia
Motyl osiągający 16 mm rozpiętości skrzydeł. Głowę ma przemieszane łuski szare i białe, a między czułkami łuski szarobiałe oraz sterczące głaszczki wargowe barwy bladoszarej z ciemnobrązową nasadową połową ostatniego członu. Krótko orzęsione czułki są brązowoszare z szarymi i białymi łuskami w części nasadowej. Tegule są brązowoszare. Tułów również jest szarobrązowy z szarobiałym środkiem i rozdwojonymi łuskami szarymi w kołnierzu. Skrzydło przednie powcinane jest do 4/7 długości. Ubarwienie wierzchu ma szare z ciemnobrązowymi kropkami, spodu ciemnoszarobrązowe, a strzępiny ciemnoszare. Skrzydło tylne jest brązowoszare z wierzchu, ciemniejsze od spodu, brązowoszare na strzępinach i opatrzone ciemnordzawymi łuskami na żyłkach.
Samiec ma niesymetrycznie zbudowane walwy – lewa jest węższa i zaopatrzona w krótszy niż ⅓ jej długości, przysadzisty wyrostek sakularny oraz grupkę drobnych kolcowatych sklerotyzacji przy silnie zwężonym szczycie, prawa zaś szersza, o długości wyrostka sakularnego równej ⅔ jej długości i o części kukularnej tworzącej fałdkę nakrywającą wierzchołek owego wyrostka. Poza tym jego genitalia cechują się dość wąskim, wstęgowatym winkulum oraz niemal prostym i ku szczytowi słabo zwężającym się, pozbawionym cierni edeagusem.

## Ekologia i występowanie
Owad neotropikalny, endemiczny dla Brazylii, znany tylko z lokalizacji typowej. Odnaleziony w lutym na rzędnych między 1600 a 1900 m n.p.m.